# Sklené nad Oslavou
Sklené nad Oslavou település Csehországban, a Žďár nad Sázavou-i járásban. Sklené nad Oslavou Bory, Rousměrov, Radenice, Bobrůvka és Bohdalec településekkel határos. Lakosainak száma 251 fő (2024. január 1.).

## Népesség
A település lakosságának változását az alábbi diagram mutatja:
| Lakosok száma | 317  | 284  | 323  | 256  | 230  | 231  | 230  | 232  | 242  | 251  |
|               | 1869 | 1890 | 1921 | 1950 | 1980 | 2001 | 2017 | 2019 | 2022 | 2024 |